# 67 (szám)
A 67 (hatvanhét) a 66 és 68 között található természetes szám.

## A szám a matematikában
A tízes számrendszerbeli 67-es a kettes számrendszerben 1000011, a nyolcas számrendszerben 103, a tizenhatos számrendszerben 43 alakban írható fel.
A 67 páratlan szám, prímszám, kanonikus alakja 671, normálalakban a 6,7 · 101 szorzattal írható fel. Két osztója van a természetes számok halmazán, ezek növekvő sorrendben: 1 és 67.
Öt egymást követő prímszám összege (7 + 11 + 13 + 17 + 19).
Heegner-szám.
Jó prím. Pillai-prím.
Irreguláris prím. Szerencsés prím.
A 67 hat szám valódiosztóösszeg-függvényeként áll elő, ezek a 305, 413, 689, 893, 989 és 1073.

## A tudományban
- A periódusos rendszer 67. eleme a holmium.

## Egyéb jelentések
- Florida államban 67 megye található.
- Alabama államban 67 megye található.
- Pennsylvania államban 67 megye található.

## A kultúrában
A Republic együttes egyik száma Magyarország 67-es útjáról szól.